# Dumitru Țepeneag
Dumitru Țepeneag (Bucarest, 14 de febrero  de 1937) es un escritor y traductor rumano representante del onirismo literario que actualmente reside en Francia. Ganó en 2008 el premio de la Unión Latina.
Estudió derecho en la Universidad de Bucarest. Durante los años 1960 y 1970 junto con el poeta Leonid Dimov fue una figura clave del onirismo literario que se oponía al realismo socialista oficial. En 1975, en una estancia en París, fue privado de su nacionalidad por Ceaușescu y condenado al exilio. Fundó y dirigió Cahiers de l’Est de 1975 a 1980; Nouveaux Cahiers de l’Est, de 1991 a 1992 y Seine et Danube de 2003 a 2005. También es importante su obra como traductor del francés al rumano.

## Obra
- Exerciții, Bucureșt, 1966
- Frig, Bucureșt, EPL, 1967
- Așteptare, Bucureșt, Cartea Românească, 1971
- Exercices d’attente, Flammarion, 1972
- Arpièges, Flammarion, 1973
- Les Noces nécessaires, Flammarion,1977
- La Défense Alekhine, Garnier, 1983
- Roman de gare, P.O.L 1985
- Le Mot sablier , P.O.L 1984
- Pigeon vole , P.O.L 1988
- Quinze poètes roumains , Belin, 1990
- Zadarnică e arta fugii , Bucurest, Albatros, 1991
- Nunțile necesare Bucureșt, Ed. Fundației Culturale Române, 1992
- Roman de citit în tren Iași, Inst. European, 1993
- Un român la Paris Cluj, Dacia, 1993
- Reîntoarcerea fiului la sânul mamei rătăcite Iași, Inst. European, 1993
- Cuvântul nisiparniță Bucureșt, Univers, 1994
- Hôtel Europa, Bucurest, Albatros, 1996
- Porumbelul zboară Bucureșt, Univers, 1997
- Momentul oniric Bucurest, Cartea Românească, 1998
- Călătorie neizbutită Bucurest, Cartea Românească, 1998
- Pont des Arts, Bucureșt, Albatros, 1999
- Războiul literaturiii nu s-a încheiat, Bucureșt, All, 2001
- Maramureș, Cluj, Dacia, 2001
- Destin cu popești, Cluj, Dacia & Biblioteca Apostrof, 2001
- Prin gaura cheii, Bucureșt, All, 2001
- Au pays du Maramures , P.O.L , 2001
- Attente , P.O.L 2003
- Clepsidra răsturnată, Pitești, Paralela 45, 2003
- La Belle Roumaine, Pitești, Paralela 45, 2006
- Capitalism de cumetrie, Iași, Polirom, 2007
- Frappes chirurgicales , P.O.L, 2009
- Le camion bulgare , P.O.L, 2011